# Козино (Курська область)
Козино — село в Рильському районі Курської області . Адміністративний центр Козинської сільради .

## Історія
Станом на 4 травня 2022 року в ході повномасштабного російського вторгнення в Україну за інформацією речника Генерального Штабу Збройних Сил України Олександра Штупуна у своєму зверненні 4 травня зазначив про можливість обстрілів Сумщини з території Курської області  противник з метою підтримання напруженості на кордоні та недопущення перекидання резервів наших військ на загрозливі напрямки утримує поблизу українсько-російського кордону у районі населеного пункту Козино Курської області підрозділи зі складу 90-ї танкової дивізії Центрального військового округу.

## Географія
Село знаходиться в басейні Обести (лівий приплив Клевені), 138 км на захід від Курська, 34 км на захід від районного центру — міста Рильська .
Клімат

Козино, як і весь район, розташоване в поясі помірно-континентального клімату з теплим літом і відносно теплою зимою (Dfb у класифікації Кеппена).
| Клімат села Козино                                                             | Клімат села Козино | Клімат села Козино | Клімат села Козино | Клімат села Козино | Клімат села Козино | Клімат села Козино | Клімат села Козино | Клімат села Козино | Клімат села Козино | Клімат села Козино | Клімат села Козино | Клімат села Козино | Клімат села Козино |
| Показник                                                                       | Січ.               | Лют.               | Бер.               | Квіт.              | Трав.              | Черв.              | Лип.               | Серп.              | Вер.               | Жовт.              | Лист.              | Груд.              | Рік                |
| Середній максимум, °C                                                          | −3,6               | −2,5               | 3,5                | 13,3               | 19,6               | 22,8               | 25,1               | 24,5               | 18,3               | 10,8               | 3,8                | −0,8               | 11,2               |
| Середня температура, °C                                                        | −5,6               | −5                 | −0,2               | 8,5                | 14,9               | 18,5               | 20,8               | 19,9               | 14,1               | 7,5                | 1,6                | −2,7               | 7,7                |
| Середній мінімум, °C                                                           | −8                 | −8,2               | −4,2               | 3,1                | 9,3                | 13,2               | 15,9               | 14,8               | 9,9                | 4,1                | −0,7               | −4,9               | 3,7                |
| Норма опадів, мм                                                               | 50                 | 44                 | 48                 | 50                 | 63                 | 70                 | 88                 | 54                 | 59                 | 53                 | 50                 | 50                 | 679                |
| ------------------------------------------------------------------------------ | ------------------ | ------------------ | ------------------ | ------------------ | ------------------ | ------------------ | ------------------ | ------------------ | ------------------ | ------------------ | ------------------ | ------------------ | ------------------ |
| Джерело: Погода за місяцем c ru.climate-data.org(дата звернення: червень 2021) |                    |                    |                    |                    |                    |                    |                    |                    |                    |                    |                    |                    |                    |

## Населення
| Численность населения | Численность населения |
| 2002                  | 2010                  |
| --------------------- | --------------------- |
| 685                   | ↘484                  |

## Інфраструктура
Особисте підсобне господарство. У селі 339 будинків.

## Транспорт
Козине знаходиться на автодорозі регіонального значення 38К-017 (Курськ — Льгов — Рильськ — державний кордон з Україною), за 3,5 км від найближчої залізничної станції Крупець (лінія Хутор-Михайлівський — Ворожба). Зупинка громадського транспорту.
За 200 км від аеропорту імені Ст. р. Шухова (Недалеко від Білгорода).